# Aroneanu
Aroneanu es una comuna rumana en el distrito de Iași en Moldavia Occidental. La comuna incluye las aldeas de Aroneanu, Dorobanț, Rediu Aldei y Șorogari.

## Toponimia
El nombre se forma a partir del nombre propio Aron Tiranul.

## Historia
El pueblo de Aroneanu data del siglo XVI y recibió su nombre del señor de Moldavia, Aron Tiranul, quien en 1594 construyó un monasterio en este lugar. También hay una leyenda sobre su fundación: se dice que una de las hijas de Aron se perdió en un bosque cerca de Iași; así, el señor prometió que se construiría un monasterio en el lugar donde se encontraría su hija, promesa que cumplió.
En la zona se produjeron incursiones tártaras que provocaron la dispersión del pueblo en varias ocasiones. Como hecho histórico, también hay que tener en cuenta la lucha entre Ștefăniță Vodă, ayudados por los cosacos y Constantin Vodă, en la que Ștefăniță fue derrotado.[ cita requerida ]
A finales del siglo XIX, sus aldeas formaban parte de la comuna de Copou. En 1925 se registra la separación de Aroneanu, Cuza Vodă , Dorobanțu, Rediu Aldei y Șorogari de esta comuna para formar la comuna Aroneanu, con 1675 habitantes. En 1931, la comuna se disolvió nuevamente y sus aldeas se reintegraron a la comuna de Copou.  La comuna de Aroneanu se restableció más tarde, simultáneamente con la desaparición de la comuna de Copou, fusionada con la de Iași.

## Geografía

### Ubicación
La comuna está ubicada en la parte oriental del distrito, en el sureste de la llanura de Moldavia, en las cercanías de Iași.

### Relieve
Amplias mesetas y laderas con distintos grados de inclinación. Las pendientes oscilan entre 50 y 250 metros y son muy afectadas por la erosión y los destilizamientos. El tipo de suelo dominante es el chernozem. También hay lugares pantanosos. La zona también es importante desde el punto de vista arqueológico porque aquí se han descubierto restos de mamíferos: mamuts, una fósil de una especie de buey (bos primigenius), un fósil de los cuernos de un ciervo (megaccros hibernicus) y una concha corbicula lassyensis), que se parece mucho a una especie existente en Asia y África. Se descubrieron rastros de la cultura neolítica en el borde occidental del pueblo, y en el centro, fragmentos de cerámica de la época migratoria y feudal.

### Clima
El clima es templado-continental, con inviernos helados y veranos muy calurosos. La temperatura media anual es de 9,6 °C y la precipitación media anual no supera los 475 ml.

### Flora
El pueblo está rodeado de bosque, donde predominan los robles y pinos, pero también hay zonas con acacias, nogales y perales silvestres. Parte del bosque original ha sido talado desde el siglo XVII, para construir el pueblo actual. Hay muchos tilos, nueces y cerezas alrededor de las casas. No hay huertas ni viñedos, pero cerca hay una gran zona vitivinícola, en Șorogari, pueblo que también pertenece a esta comuna.

### Fauna
Jabalíes, lobos, zorros, hurones, conejos y ciervos todavía viven en el bosque, a menud o suelen destruir cultivos cerca del bosque. Los pobladores crían ganado vacuno, porcino y aves, y algunos de ellos se dedican a la apicultura. Fuera del pueblo, se instaló una granja de faisanes alrededor de 1980, hoy en día desaparecida.

### Hidrografía
Cerca del pueblo transcurren los ríos Ciric y Șorogari. En los últimos años, se ha construido un sistema de suministro de agua potable en el pueblo, lo que ha significado que la mayoría de los hogares tengan agua corriente.

## Demografía
Según el censo de 2011, la población de Aroneanu asciende a 3402 habitantes, aumentando con respecto al censo del año 2002, cuando se registraron 2884 habitantes.